# مامادو دیاکیت (بازیکن فوتبال)
مامادو دیاکیت (انگلیسی: Mamadou Diakité؛ زادهٔ ۲۲ مهٔ ۱۹۸۵) بازیکن فوتبال اهل فرانسه است.
از باشگاه‌هایی که در آن بازی کرده‌است می‌توان به باشگاه فوتبال کومو، باشگاه فوتبال کروز آزول، باشگاه فوتبال کروتونه، باشگاه فوتبال متس، باشگاه فوتبال بوداپست هونود، باشگاه فوتبال سئونگنام، باشگاه ورزشی الاهلی قطر، باشگاه فوتبال ویتوریا ستوبال، و باشگاه فوتبال بیجینگ گوان اشاره کرد.
وی همچنین در تیم ملی فوتبال مالی بازی کرده‌است.